# Enskededalen
Enskededalen est un quartier du district de Skarpnäck à Stockholm en Suède.

## Description
Enskededalen se compose principalement de maisons unifamiliales construites comme ville-jardin dans les années 1920.
En 1919, un groupe d'ouvriers et d'artisans proposa à la commission immobilière qu'en tant que propriétaires de leur propre maison, ils contribuent en effectuant une partie des travaux.
La raison en était qu'ils voulaient s'éloigner de l'investissement en espèces requis (10 pour cent du coût de construction) et construire la maison « de leurs propres mains » et ainsi effectuer un travail équivalent à l'investissement monétaire.
L'idée avancée au printemps 1919 fut perçue par la commission immobilière comme irréaliste et ne fut pas accueillie avec beaucoup d'enthousiasme. 
Cependant, les promoteurs ne voulaient pas abandonner l'idée et formèrent en 1920 l'association « La maison par le travail personnel » et dans les années 1920-1922 ils réussirent à construire 29 maisons « de leurs propres mains ».

## Transports
De nos jours, le quartier est accessible, entre autres, par les bus de Tyresö entre Gullmarsplan et Bollmora. 
Les stations de métro Sandsborg et Skogskyrkogården de la ligne T18 du métro de Stockholm à Gamla Enskede ainsi que la station de métro Kärrtorp à Kärrtorp de la ligne T17 du métro de Stockholm se trouvent toutes à quelques centaines de mètres des frontières d'Enskededalen.

## Galerie

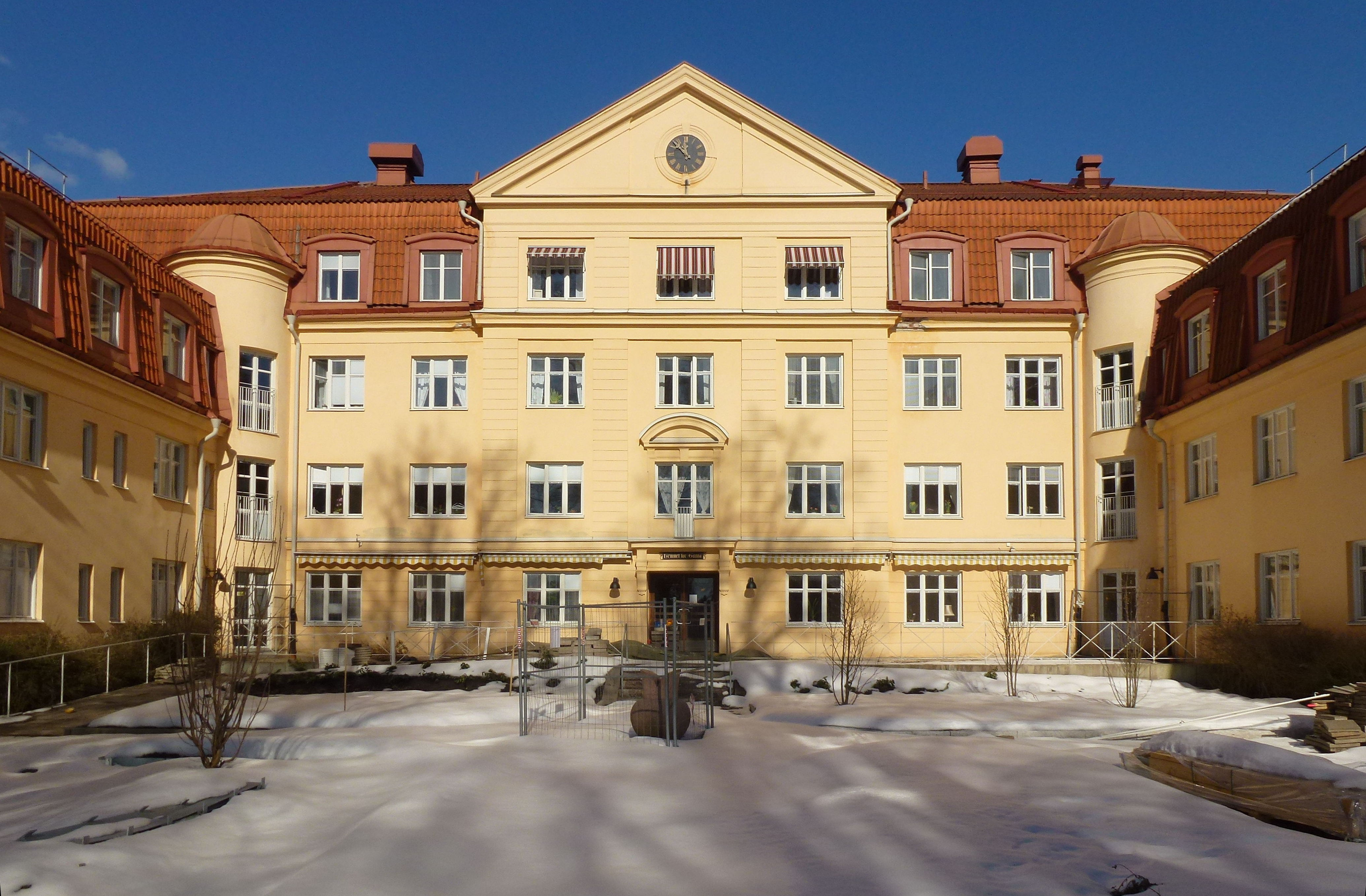
Maison pour personnes âgées.
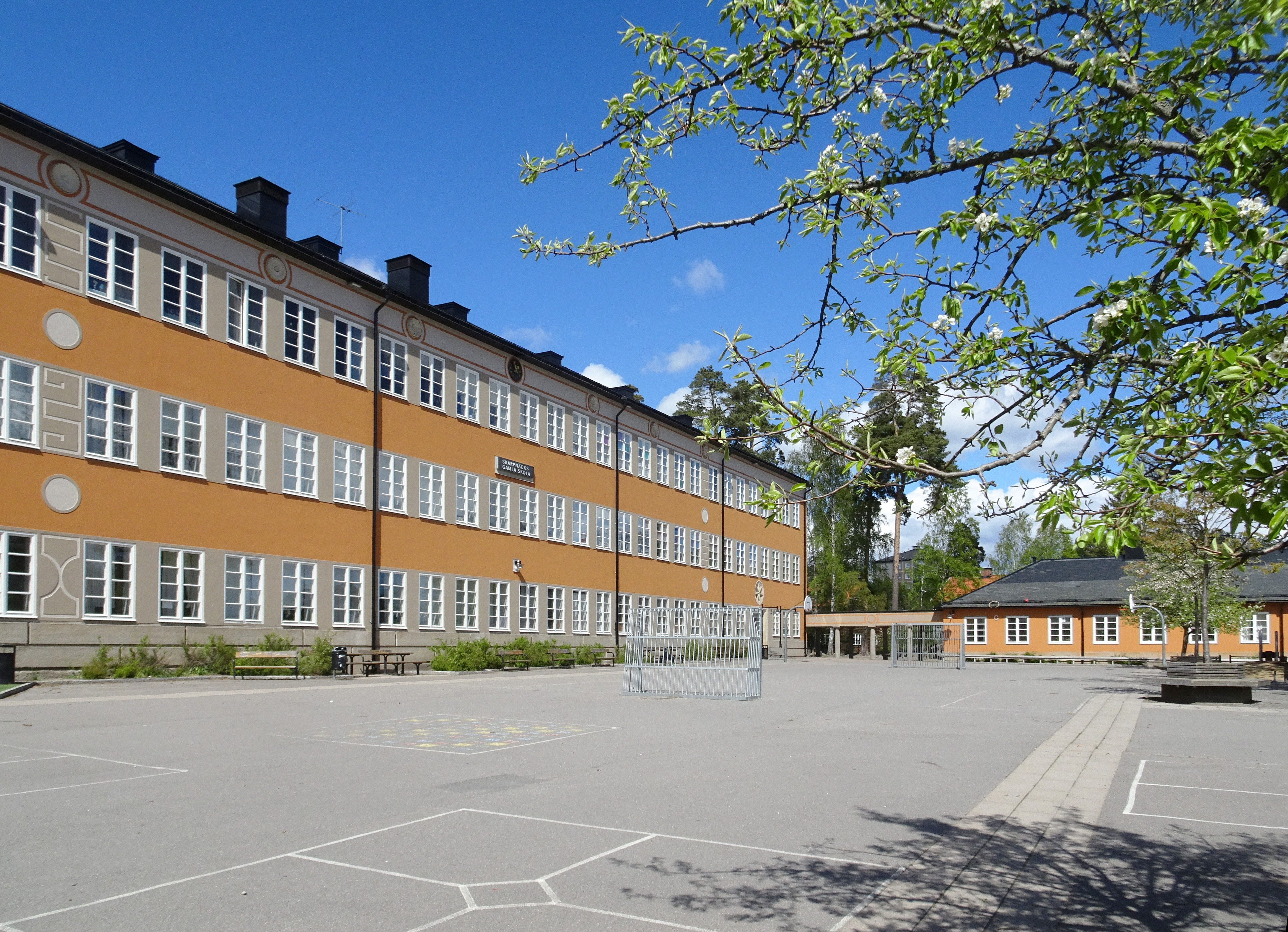
Ancienne école de Skarpnäck.
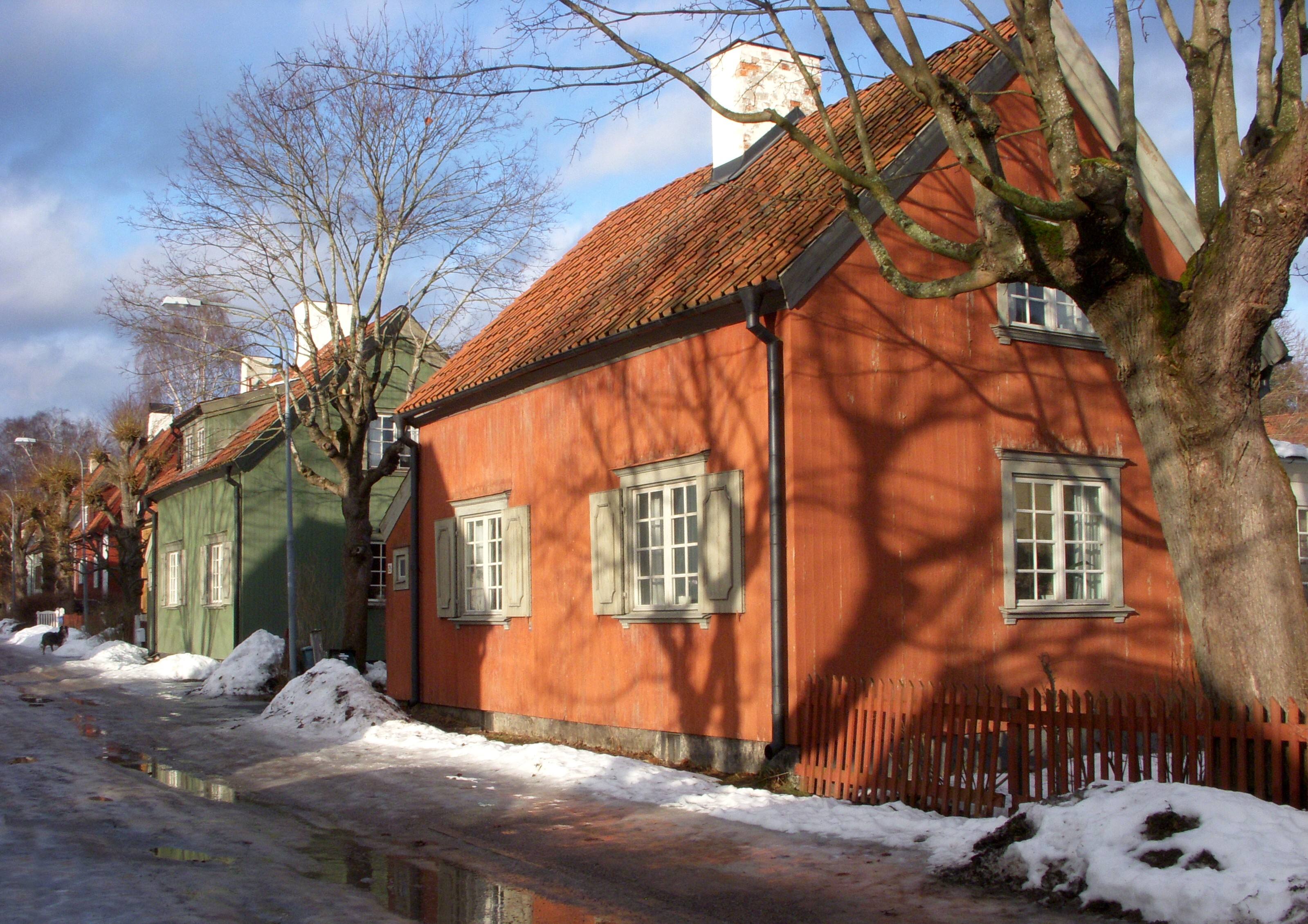
Småhus, Magnebergsvägen.
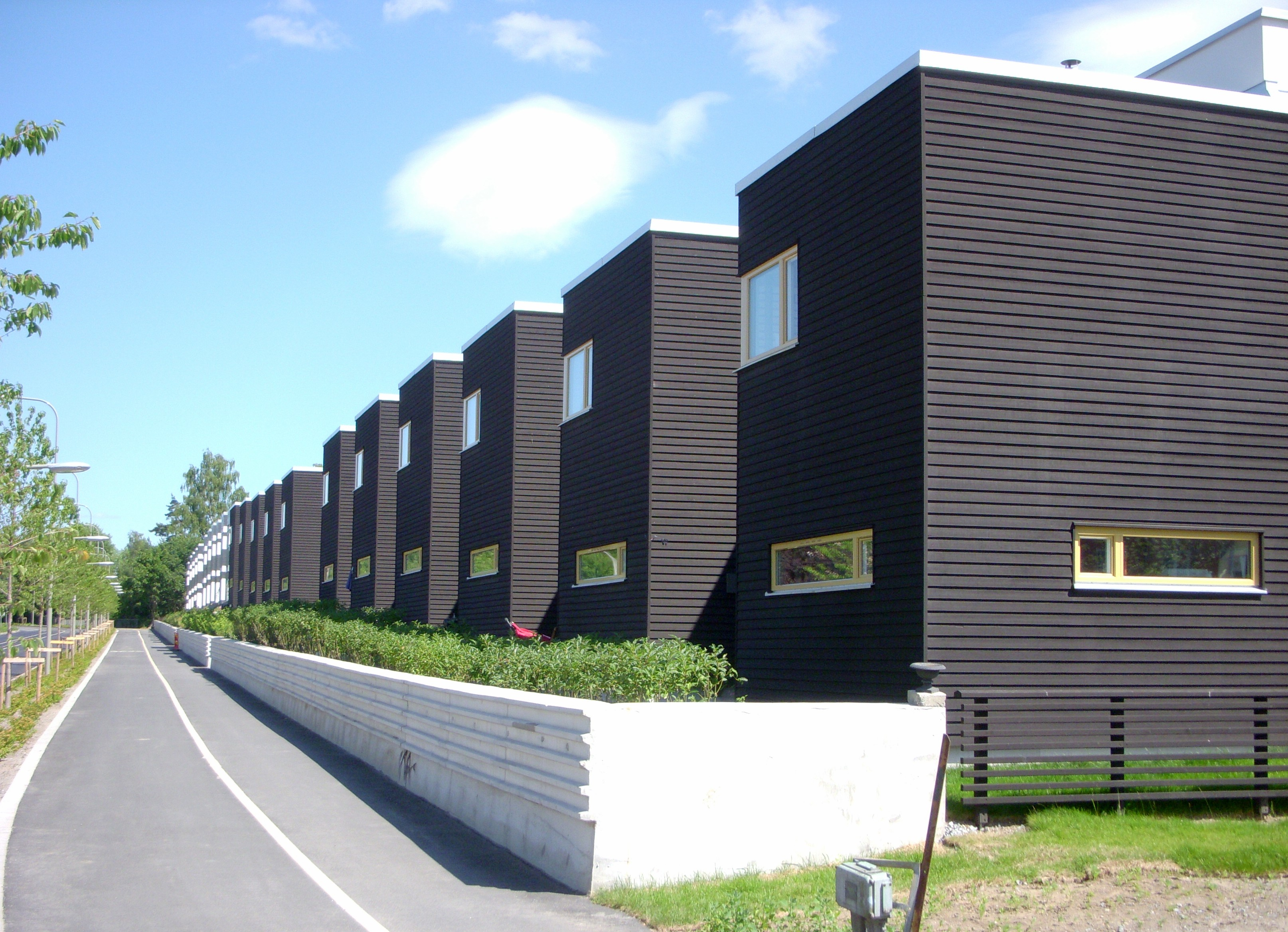
Barnmorskan 1.

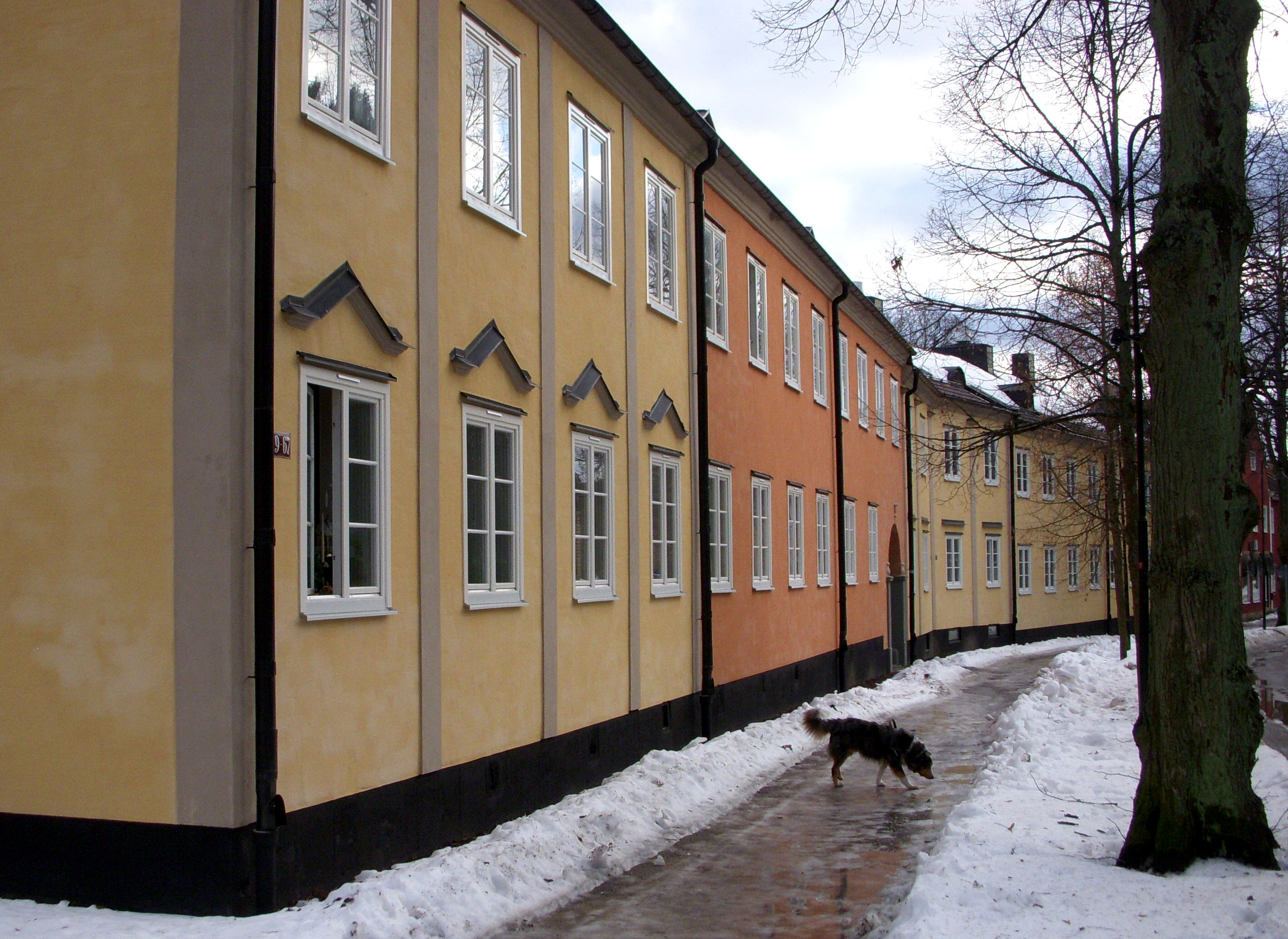
Flerbostadshus, Kyrkogårdsvägen.
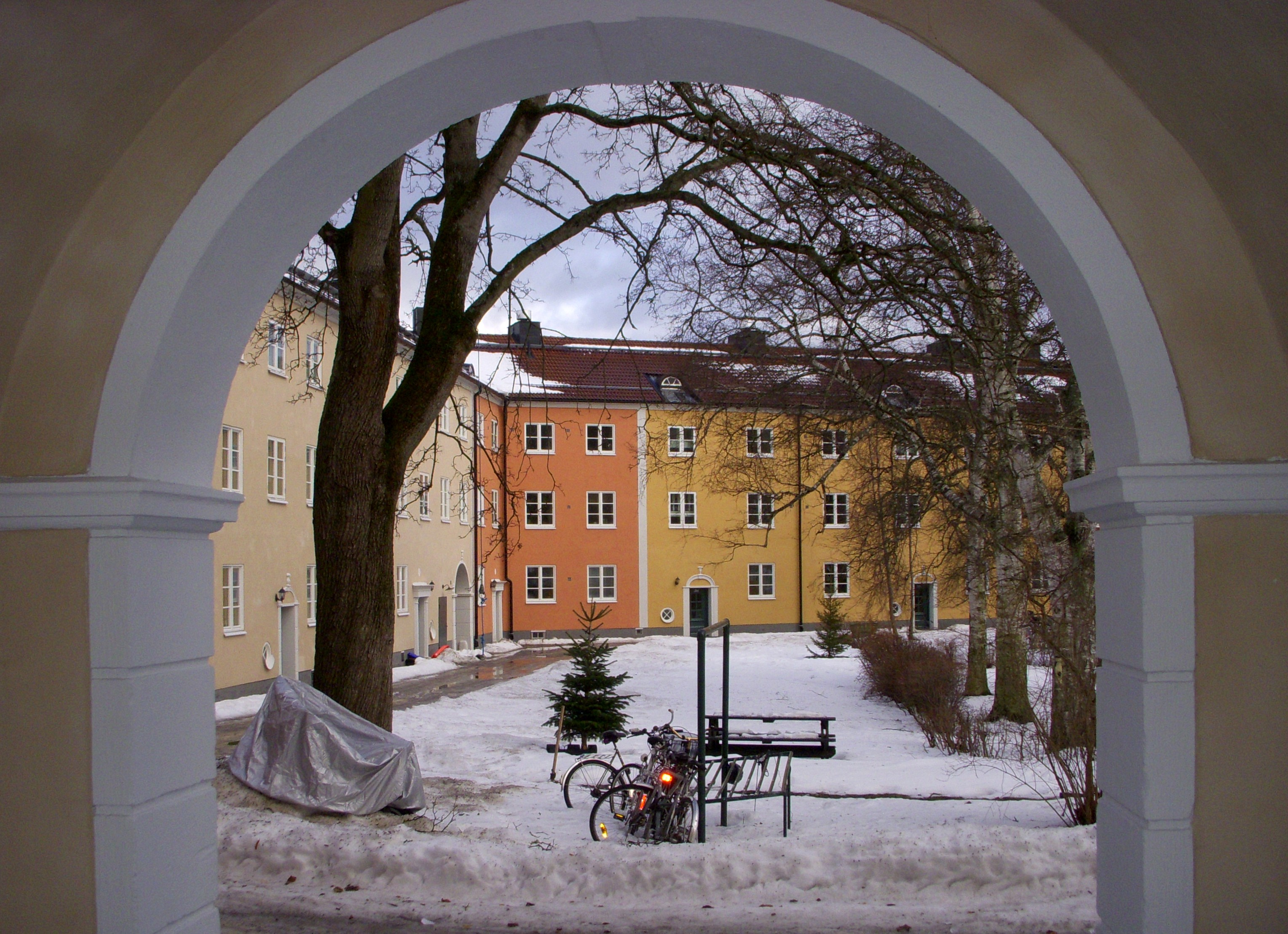
Flerbostadshus, Kyrkogårdsvägen.
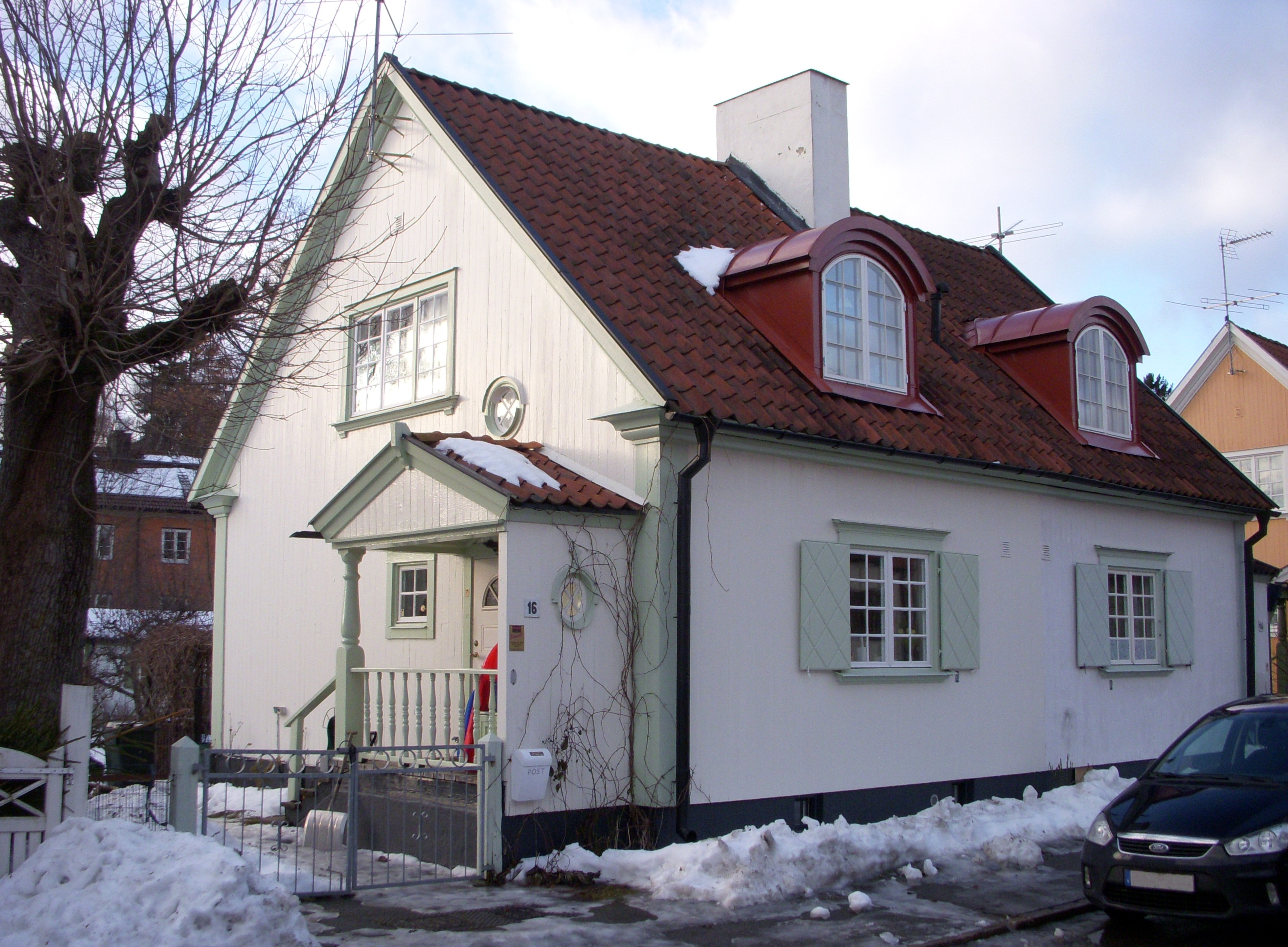
Dubbelhus, Magnebergsvägen.
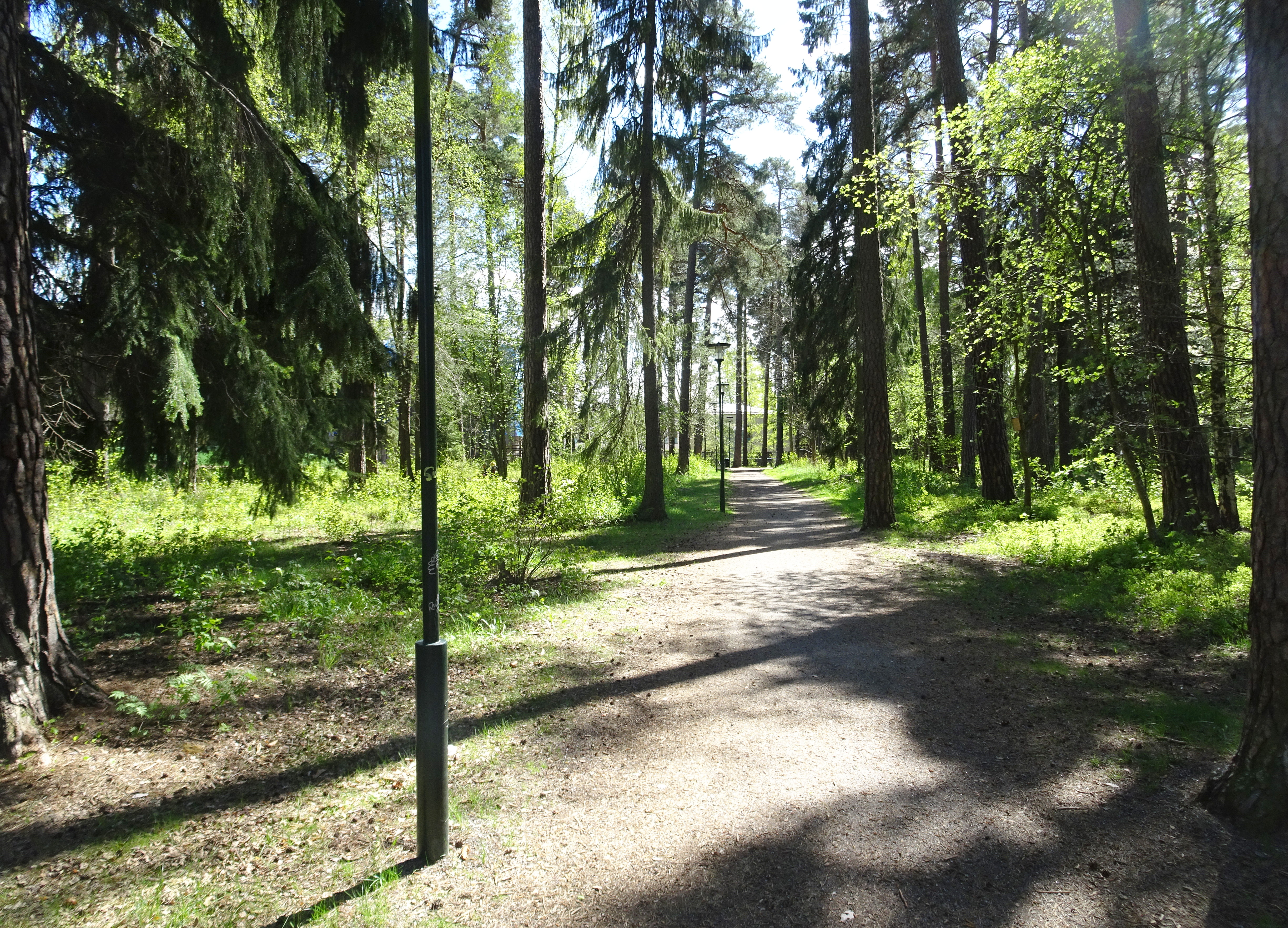
Viloparken.